# Lijst van standaardfuncties en functietabellen
Dit is een lijst van standaardfuncties en functietabellen.

## A
- Absolute waarde
- Ackermannfunctie
- Aggregaatfunctie
- Arccosinus
- Arccotangens
- Archimedes-spiraal
- Arcsinus
- Arctangens

## B
- Besselfunctie
- Bètafunctie
- Bézierkromme
- Binomiaalcoëfficiënt
- Briggse logaritme
- Boogcosinus
- Boogsinus
- Boogtangens

## C
- Chebyshev-polynoom
- Cosecans
- Cosinus
- Cosinus hyperbolicus
- Cotangens
- Cycloïde
- Cyclometrische functie

## D
- Diffeomorfisme
- Diracdelta
- Dirichletfunctie
- Dirichletreeks

## E
- Elliptische functie
- Entier
- Errorfunctie
- Even functie
- Exponentiële afname
- Exponentiële functie
- Exponentiële integraal
- Excosecans
- Exsecans

## F
- Faculteit
- Functionaal

## G
- Gammafunctie
- Gaussische functie
- Goniometrische functie
- Gudermannfunctie

## H
- Harmonische functie
- Heaviside-functie
- Hermite-polynoom
- Hyperbolische functie
- Hypergeometrische functie

## I
- Identieke afbeelding
- Inverse Laplacetransformatie

## K
- Kroneckerdelta
- Kwadratische functie

## L
- Laguerre-polynoom
- Legendre-polynoom
- Lineaire functie
- Logaritme - Logaritmetafel
- Logistische functie

## M
- Monotone functie

## N
- Natuurlijke logaritme - Logaritmetafel

## O
- Omgekeerde
- Oneven functie
- Ovalen van Cassini

## R
- Rechthoekfunctie
- Reciproque functie
- Reëelwaardige functie
- Riemann-zèta-functie
- Riemann-functie

## S
- Secans
- Sigmoidfunctie
- Signum
- Sinus
- Sinus cardinalis
- Sinus hyperbolicus
- Sinusoïde
- Spiraal
- Spline

## T
- Tangens
- Tangens hyperbolicus
- Toesikoppel
- Toestandsfunctie

## W
- Wortel - Vierkantswortel - Derdemachtswortel - Wortel 2